# 拉惹阿末再努丁
拉惹阿末再努丁（1956年—2017年6月9日），马来西亚从政者，为巫统党员。他曾于1999年马来西亚大选和2004年马来西亚大选代表国民阵线当选为霹雳拉律的国会议员，随后在2008年马来西亚大选当选为霹雳州行政议会古布牙也议员，也是马来西亚足球协会（FAM）前副会长，于2017年6月9日在怡保KPJ专科医院逝世。